# الوطاء (تعز)
الوطاء هي إحدى قرى الجمهورية اليمنية. تتبع جغرافيا لمحافظة تعز وإداريًا لمديرية شرعب الرونة. يبلغ تعداد سكانها 1116 نسمة حسب الإحصاء الذي أجري عام 2004.